# Словечна (река)
Словечна (укр. Словечна, бел. Славечна) — река в Житомирской области Украины и Гомельской области Беларуси, правый приток Припяти.
Длина реки — 158 км (по территории Украины — 49 км, Беларуси — 109 км), площадь водосборного бассейна — 3600 км² (водосбор в Беларуси около 3000 км²). До 1961 года площадь бассейна была около 2670 км², но после мелиорационных работ часть стока реки Желони была перенаправлена в Словечну.
Истоки реки находятся на высоте 280 м в Овручском районе. Река протекает в основном по заболоченной местности Мозырского Полесья, ширина поймы — 400—700 м. Питание смешанное, с преобладанием снегового.